# Mapa de la península Ibérica del códice Harley 3686

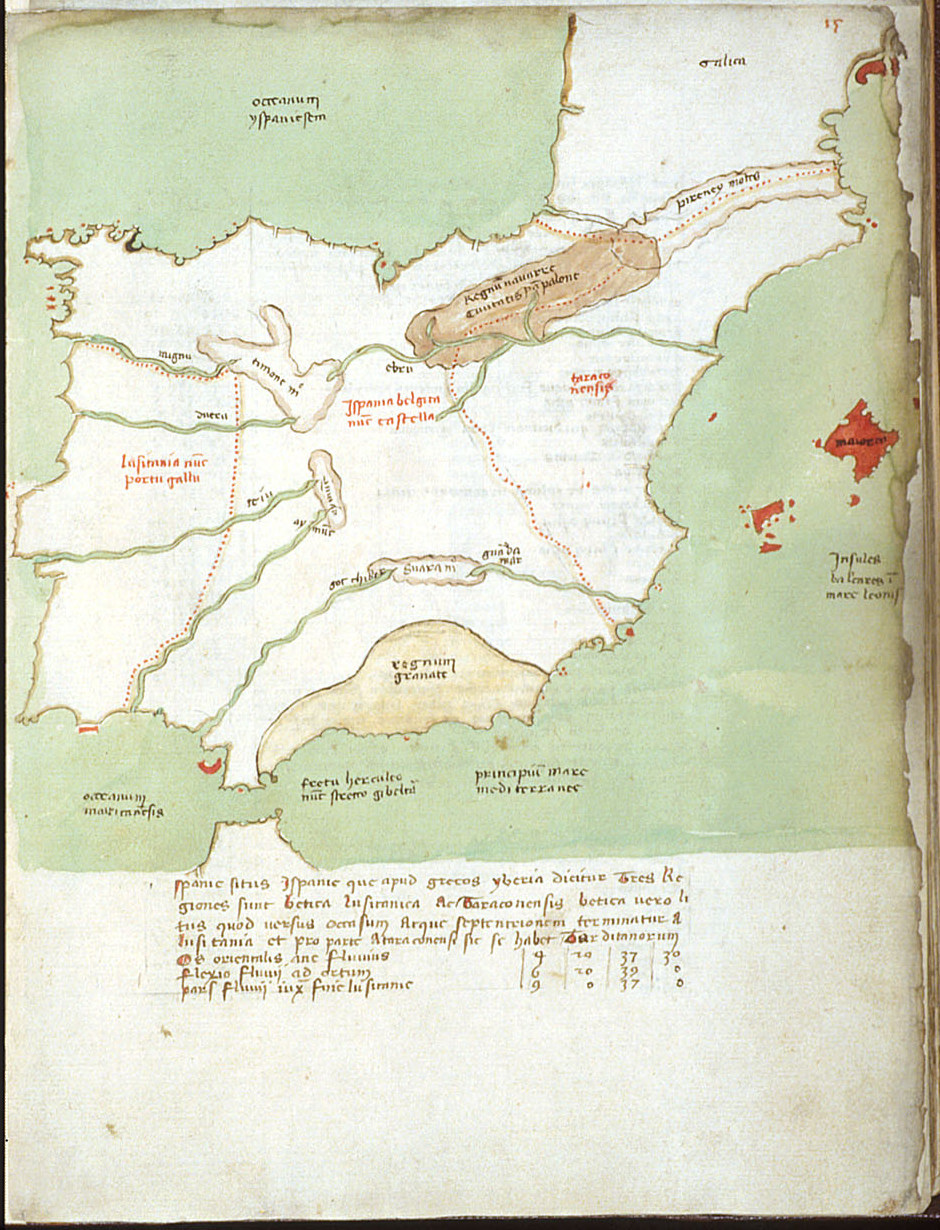
.

El mapa de la Península Ibérica del códice 3686 de la Colección Harley de la Biblioteca Británica es una página de un atlas manuscrito del siglo XV, realizado probablemente entre 1436 y 1450. Fue trazado sobre pergamino en latín por un autor anónimo, probablemente de Venecia, al igual que el resto del códice. Es particularmente extraordinario por mostrar las fronteras de los entonces reinos ibéricos de Castilla, Aragón, Navarra y Portugal, de confesión cristiana, y de un color diferente el reino musulmán de Granada.[cita requerida]
Está basado en las copias latinas de un atlas del siglo II, la Geographia de Claudio Ptolomeo, que el autor anónimo trató de mejorar basado en sus conocimientos geográficos. El códice contiene además mapas de las islas británicas, zonas de África y Europa y el levante mediterráneo.
Robert Burscough fue dueño de la Colección Harley poco antes de su muerte.[cita requerida] Posteriormente fue vendida por la viuda de Burscough en mayo de 1715 a Robert Harley cuando llegó a formar parte de su colección privada. La colección entera pasó por varios miembros de la familia Harley hasta ser vendida al gobierno británico por Margaret Bentinck, duquesa de Portland, en 1753.